# Вейсага, Вальтер
Вальтер Вейсага Альгорте (исп. Wálter Veizaga Argote; родился 24 июля 1988 года, Кочабамба, Боливия) — боливийский футболист, опорный полузащитник клуба «Стронгест» и сборной Боливии.

## Клубная карьера
Первым профессиональным клубом Вейсаги стал «Хорхе Вильстерманн», в его составе он дебютировал в чемпионате Боливии в сезоне 2008 года. 3 июня 2010 года в поединке против «Сан-Хосе Оруро» Вальтер забил свой первый гол за команду в чемпионате страны. В сезоне 2010 года Вейсага стал чемпионом Боливии.
В начале 2011 года Вальтер перешёл в «Ориенте Петролеро». 20 февраля в матче против «Ауроры» он дебютировал за новую команду.
В 2012 году Вейсага перешёл в «Стронгест». 29 июля в матче против «Университарио» он дебютировал за «силачей». 26 августа в поединке против «Ауроры» Вальтер забил свой первый гол за команду. Он помог Стронгесту дважды подряд выиграть чемпионат. В 2017 году в матчах Кубка Либертадорес против перуанского «Спортинг Кристал» и чилийского «Унион Эспаньола» Вальтер забил по голу.

## Международная карьера
25 февраля 2010 года в товарищеском матче против сборной Мексики Вейсага дебютировал за сборную Боливии.
В 2015 году Вальтер попал в заявку на участие в Кубке Америки в Чили. На турнире он сыграл в матче против сборной Чили.
В 2016 году в составе сборной Вейсага принял участие в Кубке Америки в США. На турнире он сыграл в матче против команды Чили.

## Достижения
Командные
 «Хорхе Вильстерманн»
- Чемпионат Боливии по футболу — Апертура 2010/2011

 «Стронгест»
- Чемпионат Боливии по футболу — Клаусура 2012/2013
- Чемпионат Боливии по футболу — Клаусура 2013/2014